# Münchholzhausen
Münchholzhausen is een plaats in de Duitse gemeente Wetzlar, deelstaat Hessen, en telt 2456 inwoners (30.06.2006).